# Фальберг, Константин
Константин Фальберг (нем. Constantin Fahlberg) — 10 декабря (22 декабр)) 1850, Тамбов — 15 августа 1910, Нассау, Германская империя) — немецкий химик российского происхождения. Кроме немецкого, Фальберг имел также и американское гражданство.
В процессе исследования производных битума (каменноугольной смолы), под руководством профессора Айры Ремсена в Университете Джонса Хопкинса (Johns Hopkins University (JHU)) в 1877—1878 гг. Фальбергом было синтезировано очень сладкое вещество, орто-сульфобензойная кислота или орто-сульфобензимид, которому он, впоследствии, дал торговое название — сахарин.

## Биография
В книге крещения Покровской церкви в Тамбове за 1850 г. родителями Константина Фальберга записаны: выходец из Лифляндской губернии Иероним Фальберг (Jeromin Maxim Fahlberg) лютеранской веры и его жена Варвара Трофимова (Varvara Trofimova) православной веры, по обряду которой, было произведено крещение и сына.
Еще ребенком Константин переехал в Эстонию в город Дорпат (ныне Тарту), где до 11 лет учился в элементарной школе, а после до 17 лет в гимназии. После этого в 1868—1869 гг. изучал химию и физику в Политехническом училище в Москве, одновременно проходил промышленную практику (стажировку) на различных заводах. С 1870 г. он продолжал обучение в Коммерческой академии в Берлине у Карла Бернхарда Вильгельма Шейблера (Carl Bernhard Wilhelm Scheibler), там же провел первые исследования в отношении сахара, в 1871 г. стал учеником Карла Ремигиуса Фрезениуса (Carl Remigius Fresenius) в Висбадане, а в 1872 г. проходил обучение у Адольфа Вильгельма Германа Кольбе (Adolf Wilhelm Hermann Kolbe) в Лейпцигском университете, где в 1873 г. защитил диссертацию «Über Oxi-Essigsäure».

После нескольких месяцев работы на руководящей должности в «Химических лабораториях Оберхарца», он покинул Германию с целью ознакомления с условиями и процессом производства тростникового сахара в Центральной и Южной Америке. 4 декабря 1874 г. Фальберг прибыл в Нью-Йорк на пароходе «Holsatia» линии Гамбург-Америка. В Нью-Йорке он открыл лабораторию по производству сахара и остался для исследовательских целей на сахарных плантациях в Британской Гвиане.
- Запись в метрической книге Покровской церкви в Тамбове
- Расшифровка записи о крещении
- Некролог от имени семьи о смерти К. Фальберга в Магдебургской газете от 17 августа 1910г.
- Некролог от руководства компании в Магдебургской газете от 17 августа 1910г.
- Некролог от компании в Магдебургской газете от 17 августа 1910г.

В конце 1875 г. недолгое время его лабораторным служащим был — Эмиль Берлинер (Emil Berliner) (записи Берлинера содержат заметку 1886 г. с описанием открытия сахарина Фальбергом).
В 1877 г. импортеры сахара «William H. Perot & Co» наняли его в качестве одного из экспертов в судебном разбирательстве — «Соединенные Штаты против 712 мешков сахара Демерара» («die Vereinigten Staaten gegen 712 Säcke Demerara Zucker»). Сахар, который как подозревалось, был искусственно окрашен, чтобы претендовать на более выгодную категорию налога на импорт. Коммерсанты из Балтимора обратились в местные лаборатории недавно открывшегося Университета Джонса Хопкинса с просьбой провести экспертизу для получения доказательств. На этот момент Фальберг был уже признанным экспертом во всех вопросах сахарной промышленности и быстро выполнил поставленную перед ним задачу, но начало судебного процесса было отложено почти на год. Он использовал это время (до осени 1878 г.) для совместной работы с профессором Ремсеном над проектами в лабораториях Университета Джонса Хопкинса. Таким образом, сомнения в качестве сахара проложили путь к открытию его альтернативы. Судебный процесс «Демерары» завершился, решение суда было следующим: недостатки производства в Британской Гвиане, а также манипуляции со стороны импортеров могут быть исключены.
Существует ряд биографов, утверждающих, что Фальберг учился в Университете Джонса Хопкинса в Балтиморе в 1878 г. и работал там приват-доцентом. Однако, на каких источниках основана эта информация, не уточняется. Во всяком случае, в архивах университета нет документов, которые могли бы свидетельствовать о преподавательской деятельности Фальберга.
Первая статья Ремсена и Фальберга о новом научном открытии под названием «Über die Oxydation des Orthotoluolsulfamids» (Об окислении орто-толуолсульфамида) была опубликована в 1879 г. в журнале «Berichte» (известного немецкого химического общества). Статья поступила в редакцию 27 февраля 1879 г. Позже в 1880 г. эта статья была дополнена и опубликована на английском языке.

В 1884 г. Фальберг единолично получил патент на изобретение сахарина. В 1903 г., выступая с лекциями перед участниками «V Международного конгресса прикладной химии» в Берлине, Фальберг дал подробное описание обстоятельств открытия сладкого вкуса нового вещества, в частности заявив, что после проделанных опытов, вернувшись домой и не помыв рук он сел ужинать. Во время еды, заметил сладковатый вкус на своих руках, подтверждая тем самым, свои права единственного первооткрывателя вещества. С другой стороны, следует признать, что без поддержки и интереса Ремсена к свойствам соединения угольной смолы и его требованиям к экспериментальной серии, открытие «сахарина», безусловно было бы невозможно.
- Заголовок первой публикации
- Отрывок из доклада на "V Международном конгрессе прикладной химии" в Берлине, 1903 г.

С июня 1880 г. по осень 1884 г. Фальберг работал в «Harrison Brothers & Company» (Harrison Brothers & Company) в Филадельфии.
В последующие годы после испытаний физиологической переносимости сахарина на животных, Фальберг интенсивно трудился над разработкой экономически оправданного способа промышленного производства сахарина. В дополнение к очевидному применению в диетологии, в качестве заменителя сахара, он также обнаружил дезинфицирующие свойства вещества для технического использования.
Когда летом 1884 г. Фальбергу стало ясно, что он не может финансировать решение этой задачи в одиночку, он связался со своим дядей Адольфом Листом (Adolph List) (1823—1885) в Лейпциге. В результате их сотрудничества в Нью-Йорке была оборудована небольшая экспериментальная фабрика с необходимым оборудованием. В 1884 г. на выставках в Лондоне и Антверпене прошла презентация продуктов на основе сахарина, новый товар вызвал большой интерес. Воодушевленные успехом, Фальберг и Лист решили основать более крупный завод на немецкой земле. Оптимизированный способ получения сахарина был подан на патент вместе с Адольфом Листом. Официальное название вещества «Сахарин» было закреплено 18 ноября 1885 г. в немецком патентном листе.
В 1885 г. Адольф Лист неожиданно умер. В апреле 1886 г. Константин Фальберг основал вместе со своим кузеном Адольфом Морицем Листом (Adolph Moritz List) (1861—1938) компанию «Fahlberg List & Co.» (Fahlberg, List & Co) и возвел первый завод. Таким образом, старейшая фабрика по производству сахарина в мире, находится в Зальбке на Эльбе, к югу от Магдебурга. Производство было запущено 9 марта 1887 г.
Основание сахариновой фабрики в самом сердце района выращивания сахарной свеклы в Германии, показалось вызовом «сахарным баронам». Политическая агитация сахарного лобби не заставила себя долго ждать, тем более, что сахариновая фабрика постоянно росла, благодаря глобальному успеху в продажах. Первый закон о сахарине 1898 г. запретил искусственные подсластители в продуктах питания. Второй закон о сахарине 1902 г. запретил поставки сахарина везде, кроме аптек. В период временного сокращения производства сахарина, компания «Fahlberg List & Co.» расширила ассортимент химических продуктов.
В Зальбке Фальберг проживал по адресу: Schönebecker Straße 80. В 1906 г. из-за болезни он покинул свою компанию и передал руководство Августу Клагесу (August Klages). В Зальбке Август Клагес жил в доме Фальберга на Schönebecker Straße 80, до 1989 г. здание принадлежало компании «Fahlberg List & Co.», затем оно было приобретено «Kanada-Bau Braunschweig GmbH», снесено в 2008 г.

Константин Фальберг был женат на Фернанде Фальберг (Fernanda Fahlberg geb. Wall) (1860—1932). В 1886 г., 1898 г. и 1900 г. семья Фальберг со всем персоналом, включая воспитателя дочери Констанс (Constanze Linnarz geb. Fahlberg) (1888—1980), провела несколько месяцев на вилле в Нассау-ан-дер-Лан, которая позже была названа им в честь дочери. Семья Фальберг окончательно переехала на виллу в 1902 г., где Константин Фальберг и скончался 15 августа 1910 г. После смерти, Константин Фальберг был перевезен в Магдебург и похоронен на Южном кладбище города.
- Фернанда Фальберг с дочерью Констанс на веранде виллы, примерно 1931 г.
- Вилла семьи Фальберг в Нассау, примерно 1905 г.
- Здание компании «Fahlberg List & Co.» в Зальбке, фотография сделана в 2008 г. незадолго до сноса

## Публикации
- Quantitative Bestimmung des Einfach-Schwefelcalciums in Knochenkohle. In: Zeitschrift für Analytische Chemie. Vol. 10, Nr. 1; Dezember 1871
- Über Oxyessigsäure, 1873, Diss., Metzger & Wittig, 1873.
  - Auch veröffentlicht als: Über Oxyessigsäure (Glycolsäure), 1873, in: Journal für Praktische Chemie, 7 (1), S. 329–346. doi:10.1002/prac.18730070140
- Ueber eine neue Methode der maassanalytischen Zinkbestimmung. In: Fresenius Journal of Analytical Chemistry. Vol. 13, Nr. 1, Dezember 1874 (wobei er eine 1856 von Maurizio Galletti vorgeschlagene Methode übersah)
- 25 Jahre im Dienste der Saccharin-Industrie unter Berücksichtigung der heutigen Saccharin-Gesetzgebung, 1903
  - Auch veröffentlicht in: 5. Internationaler Kongreß für angewandte Chemie 2.–8. Juni 1903, Band 2/Sektion IV, Berlin 1904, S. 625 ff.

## Веб-ссылки
https://commons.wikimedia.org/wiki/Category:Constantin_Fahlberg?uselang=de
https://patents.google.com/patent/US326281
https://patents.google.com/patent/US496112
https://patents.google.com/patent/US496113
https://patents.google.com/patent/US564784